# Brun dværg

En brun dværg er et objekt, der optager masseområdet mellem de tungeste gaskæmpeplaneter og de letteste stjerner, med en masse mellem ca. 13 og 75-80 gange Jupiters (MJ), eller ca. 2.5×1028 kg til ca. 1.5×1029 kg. Brune dværge kan være fuldstændigt konvektive uden lag eller kemisk differentiering efter dybde.
I modsætning til stjernerne i hovedserien i Hertzsprung-Russell-diagrammet er brune dværge ikke massive nok til at opretholde nuklear fusion af almindelig brint (1H) til helium i deres kerner. Det menes imidlertid, at de fusionerer deuterium (2H) og lithium (7Li), hvis deres masse er over en grænse på hhv. 13 MJ og 65 MJ. Det drøftes også, om det ville være bedre at definere brune dværge på deres dannelsesprocesser snarere end deres nukleare fusionsreaktioner.
Stjerner er kategoriseret efter spektralklasse, med brune dværge udpeget som klasse M, L, T og Y. På trods af deres navn er brune dværge i forskellige farver. Mange brune dværge ville sandsynligvis virke magenta til det menneskelige øje, eller muligvis orange/rød.
Med en afstand på cirka 6,5 lysår er den nærmeste kendte brune dværg Luhman 16, et dobbeltstjernesystem med brune dværge, der blev opdaget i 2013. HR 2562 b er opført som den mest massive kendte eksoplanet (pr. december 2017) i NASAs eksoplanetarkiv til trods for at have en masse (30±15 MJ) mere end to gange 13-Jupiter-masseafgrænsningen mellem planeter og brune dværge.

## Brune dværge nær solsystemet
Det amerikanske WISE-teleskop foretog i perioden fra ultimo 2009 en systematisk screening af stjernehimlen med bl.a. særligt fokus på området i nærheden af Solsystemet. Data fra WISE afslørede eksistensen af en række brune dværge i solens umiddelbare nærhed.
I marts 2013 blev det offentliggjort, at der var fundet er system bestående af to brune dværge (foreløbig navngivet WISE J104915.57-531906) 6,5 lysår fra Solen, hvilket er det foreløbig det tredjetætteste system fra Solen; kun systemet Alfa Centauri og Barnards stjerne er tættere på Solen.
I april 2014 blev det offentliggjort, at der var opdaget en brun dværg (kaldet WISE J085510.83-071442.5) 7,2 lysår fra vores solsystem. Dens overfladetemperatur er mellem -48 °C til -13 °C.